# 香取神宮

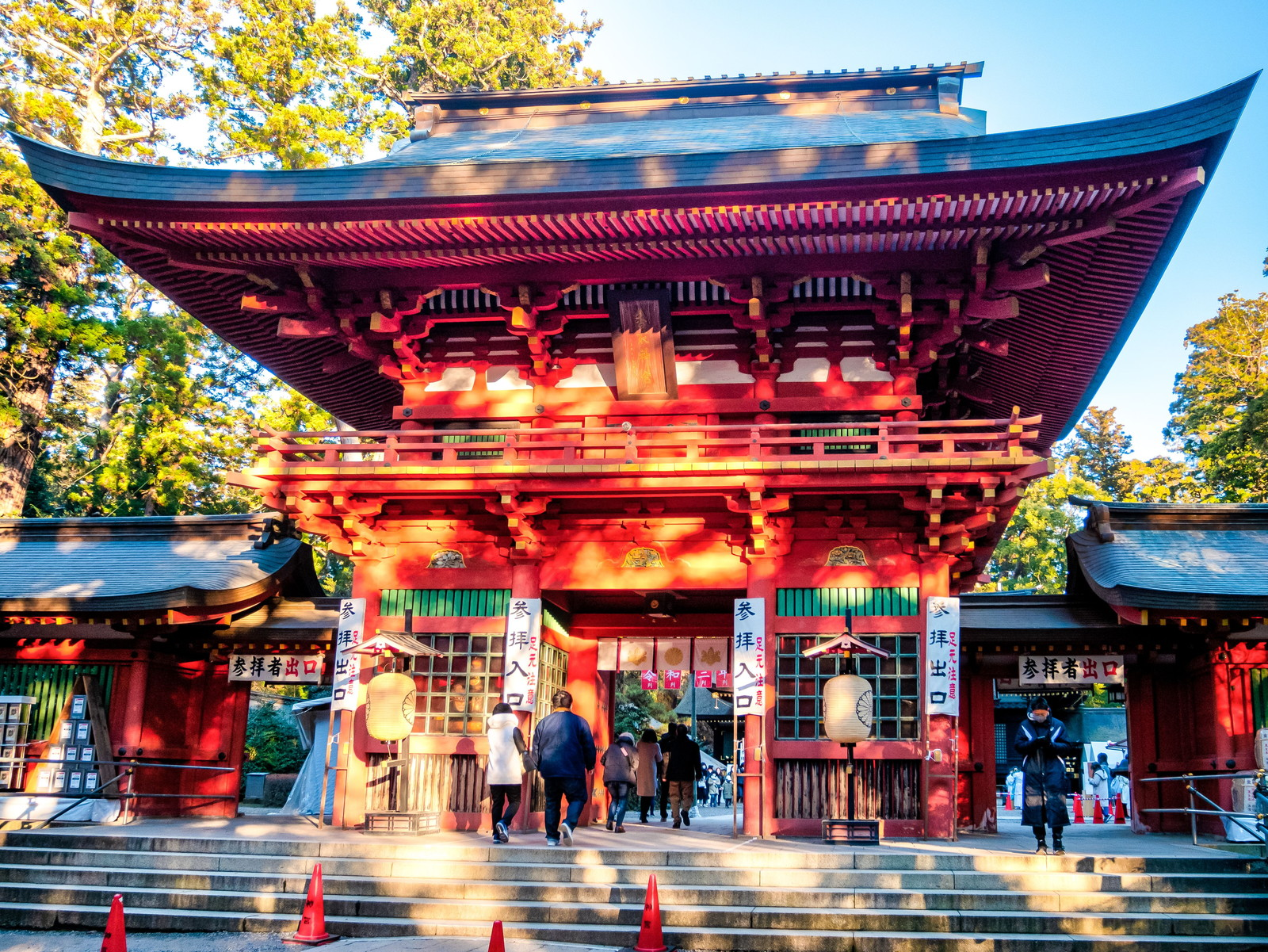
樓門

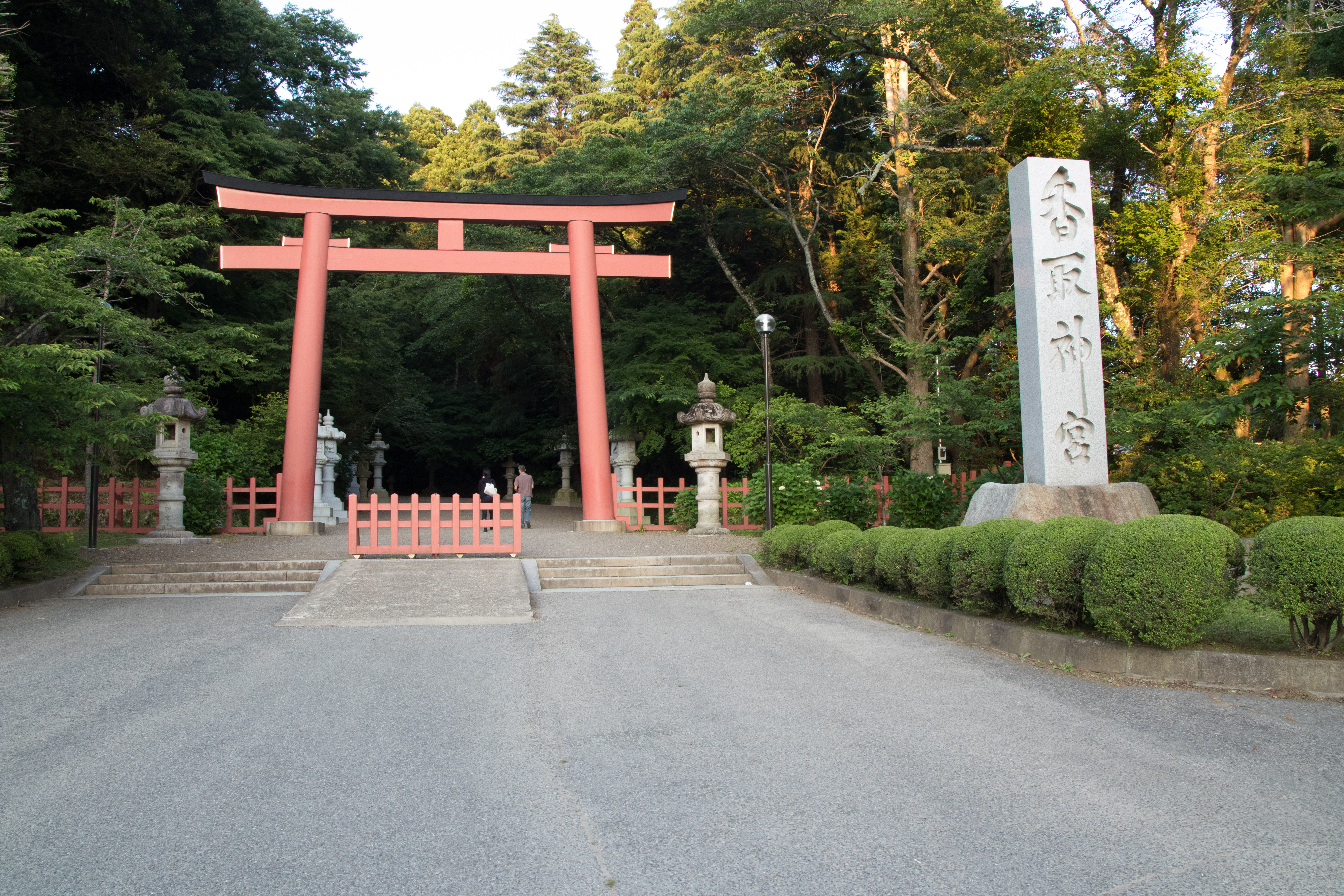
鳥居

香取神宮（かとりじんぐう）是位於日本千葉縣香取市的神社。為式內社（名神大社）、下總國一宮、舊社格為官幣大社（現神社本廳的別表神社）。日本全國約400座香取神社之總本宮。

## 事件
在日本京都、奈良等地的知名神社和寺院日前被發現有人惡意噴上油狀液體，包含奈良橿原神宮、安倍文殊院等都受到破壞。其他地區的神社和寺廟也遭殃，包括茨城縣的鹿島神宮、千葉縣的香取神宮。這些神社、寺院的大門、地板、賽錢箱等都受到了波及，有的寺院連佛像都慘遭毒手。據悉，在這之前其實就已經有多處日本名建築和佛像遭到潑油，而這波的受害範圍更加擴大。

## 關連項目
- 經津主神
- 春日大社
- 天真正傳香取神道流

## 外部連結
- 香取神宮 （页面存档备份，存于）